# Olle Boström (bågskytt)
Olle Boström, född 31 mars 1926, död 31 juli 2010, var en svensk bågskytt. Han deltog vid olympiska sommarspelen 1972.